# 拉斯佩齐亚
拉斯佩齐亚（義大利語：La Spezia）位于意大利利古里亚大区东南端，是拉斯佩齐亚省的首府，面积51.39平方公里，人口94,192人（2007年）。
拉斯佩齐亚是意大利主要的军事和商业港口之一，意大利最大的军工企业之一奥托梅莱拉和意甲球队斯佩齐亚的主场都位于该地。

## 友好城市
- 法國 土伦